# Boog van Septimius Severus
De Boog van Septimius Severus is een triomfboog op het Forum Romanum in Rome.

## De Boog
De Boog van Septimius Severus is gebouwd in het jaar 203 n.Chr. in opdracht van de senaat. Het was een geschenk aan de keizer en zijn zonen Caracalla en Geta ter ere van de twee overwinningen op de Parthen in 195 en 197 n.Chr.
De triomfboog is gebouwd uit baksteen en travertijn en is bekleed met marmer. De boog is 23 meter hoog, 25 meter breed en 12 meter diep. Er zijn drie doorgangen. De middelste is 12 meter hoog en 7 meter breed, de twee zijbogen zijn 7,8 meter hoog en 3 meter breed. Boven de doorgang is een 5,6 meter hoge attiek waarin 4 kamers zijn gemaakt. In de zuidelijke pilaar is een trap die naar de zolder leidt. Op de attiek staat aan beide zijden een grote inscriptie waarop de keizer en zijn zoon bedankt worden voor het herstellen van de orde in het Romeinse Rijk.

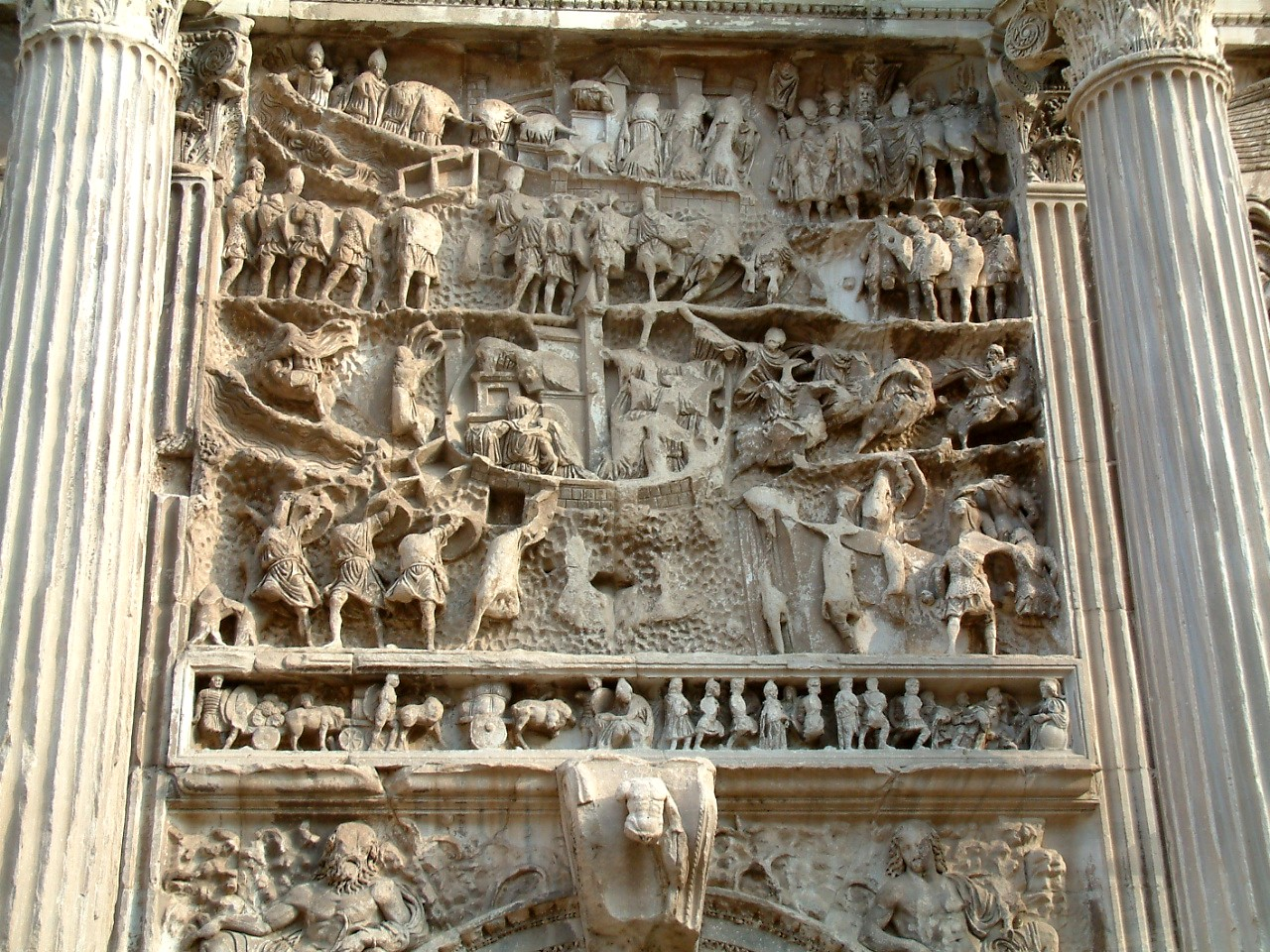
een van de friezen

De boog is versierd met 8 composietzuilen en diverse afbeeldingen van overwonnen volkeren. Boven de zijdoorgangen hangen vier grote friezen die de overwinningen van Severus in het oosten afbeelden.
Op oude munten uit de tijd van Septimius Severus en Caracalla is te zien dat boven op de boog een beeldengroep stond van een strijdwagen met vierspan. Hierin stond Severus samen met de godin Nikè en zijn zonen Caracalla en Geta.

## Damnatio Memoriae
Na de dood van Septimius Severus in 211 werden de beide zonen gezamenlijk keizer. Caracalla liet echter aan het eind van 211 zijn broer Geta vermoorden, zodat hij zelf alle macht in handen kreeg. Over Geta werd vervolgens de Damnatio memoriae uitgesproken, waarna
Caracalla alle herinneringen aan zijn broer liet verwijderen. De triomfboog ontkwam hier ook niet aan en de namen en afbeeldingen van Geta werden er van verwijderd. Op de grote inscriptie op de attiek kunnen nog wel de verwijderde woorden "et Getae nobilissimo Caesari" gereconstrueerd worden aan de hand van de gaten waarin ooit bronzen letters waren vastgezet.

## De Boog tegenwoordig
In de loop der eeuwen was het grondniveau op het forum aanzienlijk gestegen. Het onderste deel van de Boog van Septimius Severus bevond zich onder de grond waardoor de boog veel lager leek te zijn. In de middeleeuwen is de boog nog gedeeltelijk ingebouwd in een nabijgelegen kerk en een fort. Hierdoor is de boog nooit afgebroken wat met vele andere antieke monumenten wel is gebeurd. In de 18e eeuw zijn de grote opgravingen op het Forum begonnen en is de boog in oude staat hersteld.
Het is nu een van de markantste Romeinse bouwwerken die zijn overgebleven op het Forum.